# Mawson Escarpment
Das Mawson Escarpment ist eine abgeflachte und 112 km lange Geländestufe im ostantarktischen Mac-Robertson-Land. Die nach Westen ausgerichtete Formation erstreckt sich in nord-südlicher Ausdehnung entlang der Ostflanke des Lambertgletschers. An ihrer Nordspitze befindet sich die Barkell-Plattform.
John Michael Seaton, Flugoffizier der Royal Australian Air Force, entdeckte sie bei einem Erkundungsflug im Rahmen der Australian National Antarctic Research Expeditions im Jahr 1956. Das Antarctic Names Committee of Australia (ANCA) benannte sie nach dem australischen Polarforscher Douglas Mawson (1882–1958).